# ぎん太郎
ぎん太郎（ぎんたろう）は、日本のイラストレーター。

## 作品

### 挿絵
- 『俺が好きなのは妹だけど妹じゃない』シリーズ（著：恵比須清司 / 富士見ファンタジア文庫）

### アンソロジー
- たわわなおっぱいは好きですか？ 巨乳少女アンソロジーコミック

### キャラクターデザイン・原画
- 魔王のくせに生イキだっ!
- ガールズbeアンビシャス!
- 戦国†恋姫〜乙女絢爛☆戦国絵巻〜
- 魔王のくせに生イキだっ! 2 ～今度は性戦だ!～
- 魔王のくせに生イキだっ! とろとろトロピカル!
- 戦国†恋姫X ～乙女絢爛☆戦国絵巻～
- アイカギ
- 真・恋姫†夢想 -革命- 蒼天の覇王
- アイカギ ～アフターデイズ～
- 真・恋姫†夢想 -革命- 孫呉の血脈
- アイカギ2
- ガールズ・ブック・メイカー -幸せのリブレット-[1]
- 真・恋姫†夢想 -革命- 劉旗の大望
- ガールズ・ブック・メイカー -グリムと3人のお姫さま- 1
- ガールズ・ブック・メイカー -グリムと3人のお姫さま- 2
- ガールズ・ブック・メイカー -グリムと3人のお姫さま- 3
- アイカギ3
- 戦国†恋姫EX壱〜奥州の独眼竜編〜
- アマナツ
- 戦国†恋姫EX参～毛利家の絆編～[2]
- 真・恋姫†英雄譚外伝 -白月の灯火-[3]
- アマナツ+
- 戦国†恋姫BRAVE壱 ～四国の鬼若子、長曾我部編～
- 双天†恋姫 -至源の王-
- バカップル・サプリメント